# 天安门东站
天安门东站是一个位于中国北京市东城区东华门街道东长安街与广场东侧路交叉口东侧，属于北京地铁1号线的地铁车站，简称“天东”，其西侧的天安门西站也相应地简称为“天西”。

## 位置
这个站位于北京中国国家博物馆北門，原长安左门的所在地，紧邻天安门广场东侧。在天安门广场有大型活动时，该站与北京地铁2号线，北京地铁8号线前门站均会采取封站措施，天安门西站有时也会同时封闭。

## 结构
天安门东站是复八线全线三个三层车站之一，全长218.3米，宽24.2米，高15.25米，主体结构为三层三跨双柱框架结构。站内采用芝麻白花岗岩地面、安溪红花岗岩柱面以及铝合金吊顶，以白色为主色调，装修主题为“继往开来”。

### 车站楼层
| 地面层          | 街道                                  | A－D出入口                             |
| 地下一层        | 地下通道                              | 去A出入口、天安门广场安检              |
| 地下二层 站厅层 | 站厅                                  | 安全检查、自动售票机、客务中心、警务室 |
| 地下三层 站台层 |                                       | 1号线往古城（天安门西）                |
| 地下三层 站台层 | 島式月台，左側開門                    |                                        |
| 地下三层 站台层 | 1号线往环球度假区（八通线）（王府井） |                                        |

### 站厅

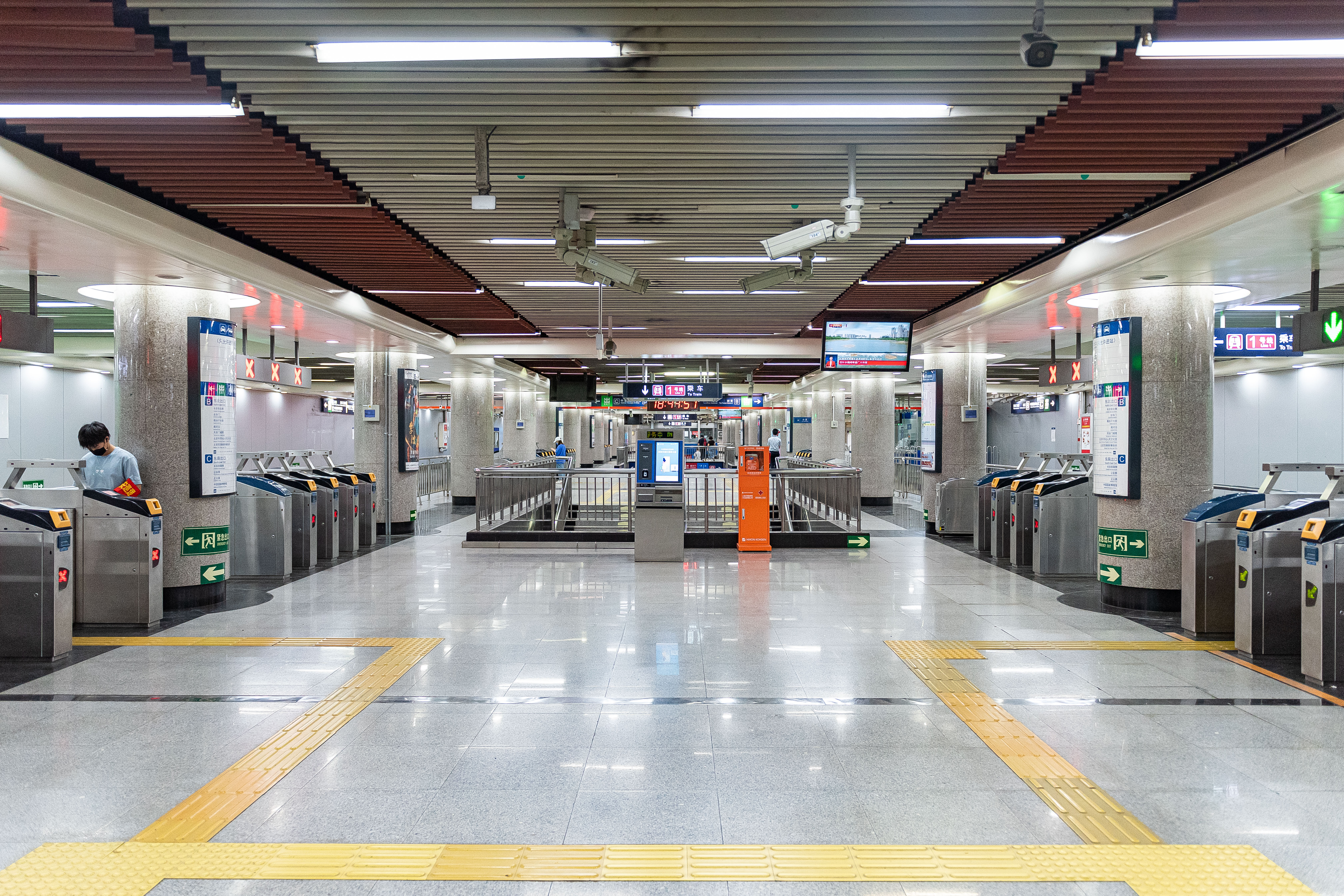
车站大堂
（2021年5月摄）

天安门东站的站厅层位于既有天安门东侧地下通道下方，距地面70级台阶，净高4.5米。

### 站台
天安门东站设有1个宽16米的岛式站台，位于东长安街地底。该站站台原本不设屏蔽门，2017年加装月台閘門。
车站站台上方吊板的导向信息已经于2020年6月更换为和5号线及之后开通线路屏蔽门盖板相同格式的风格。

## 出入口
这个地铁站一共有4个出口：A西北、B东北、C东南、D西南。其中A口位于天安门广场东侧的地下通道内，属天安门广场安全隔离区，目前仅单向开放进站，不开放出站。
|                           |                 |                                                                    |      |            |
| 出口编号                  | 指示            | 建议前往的目的地                                                   | 照片 | 无障碍设施 |
| · （仅供进站）            |                 | 1号线进站口                                                        |      | 不適用     |
| 出口 · B · 轮椅升降台标志 | 故宫 天安门城楼 | 长安街北侧、東華門、南池子大街、南河沿、天安门城楼、劳动人民文化宫 |      |            |
| 出口 · C                  | 中国国家博物馆  | 长安街南侧、中华人民共和国公安部、台基厂大街、正义路               |      | 不適用     |
| 出口 · D                  | 天安门广场      | 长安街南侧、中国国家博物馆、天安门广场                             |      | 不適用     |
| 註： 設有輪椅升降台       |                 |                                                                    |      |            |